# Kerstin Spielberger
Kerstin Spielberger (* 14. Dezember 1995 in Burghausen) ist eine deutsche Eishockeyspielerin, die seit 2008 für den ESC Planegg in der Fraueneishockey-Bundesliga spielt. Zwischen 2012 und 2014 war sie zudem für den EHC Klostersee in der Schüler- und Jugend-Bundesliga aktiv.

## Karriere
Kerstin Spielberger erlernte im Alter von fünf Jahren das Eishockeyspiel, da ihr Vater zu dieser Zeit aktiver Spieler war und auch ihr Bruder Eishockey spielte. Ihr erster Verein war der SV Gendorf Burgkirchen.
Beim EHC Waldkraiburg durchlief sie die männlichen Nachwuchsmannschaften und spielte ab 2010 in der Schüler-Bundesliga für den Verein. Parallel kam sie ab der Saison 2008/09 für die Frauenmannschaft des ESC Planegg in der Fraueneishockey-Bundesliga zum Einsatz. Zudem wurde sie 2008 in die U15-Nationalmannschaft aufgenommen, ab 2010 spielte sie für die U18-Nationalmannschaft. Mit dem ESC Planegg gewann sie in der Folge mehrere deutsche Meistertitel sowie die Meisterschaft der Elite Women’s Hockey League 2009/10 und den EWHL Supercup 2011/12.
Kerstin Spielberger nahm im Juniorenbereich an den U18-Weltmeisterschaften 2011, 2012 und 2013 teil. Beim Turnier 2012 war sie mit acht Treffern beste Torschützin des deutschen Teams und zweitbeste Torschützin (hinter Haley Skarupa) aller Teilnehmerinnen.
2012 verließ sie den EHC Waldkraiburg und spielte anschließend für den EHC Klostersee in der Schüler- und Jugend-Bundesliga.
Bei der Frauen-Weltmeisterschaft 2012 debütierte sie im Alter von 16 Jahren – sie war damit die jüngste deutsche Spielerin – für das Frauen-Nationalteam bei einer Weltmeisterschaft und belegte mit ihrer Mannschaft den siebenten Platz. Beim Turnier im folgenden Jahr sammelte sie ihre ersten Scorerpunkte bei einer Frauen-Weltmeisterschaft und erreichte mit dem Nationalteam den fünften Platz und 2017 den vierten Platz.

## Erfolge und Auszeichnungen
- 2009 Deutscher Vizemeister mit dem ESC Planegg
- 2010 Elite-Women’s-Hockey-League-Sieger (ESC Planegg)
- 2010 Deutscher Vizemeister (ESC Planegg)
- 2011 Deutscher Meister (ESC Planegg)
- 2012 EWHL-Supercup-Sieger (ESC Planegg)
- 2012 DEB-Pokalsieger (ESC Planegg)
- 2012 Deutscher Meister (ESC Planegg)
- 2013 Deutscher Meister (ESC Planegg)
- 2013 EWHL-Supercup-Sieger (ESC Planegg)
- 2014 Deutscher Meister (ESC Planegg)
- 2015 Deutscher Meister (ESC Planegg)
- 2015 DEB-Pokalsieger (ESC Planegg)
- 2016 Weltmeisterschaft (Frauen) Aufstieg in die Top Division
- 2017 Deutscher Meister (ESC Planegg)
- 2018 Deutscher Vizemeister (ESC Planegg)
- 2021 Deutscher Meister (ESC Planegg)

## Karrierestatistik

### International
(Legende zur Spielerstatistik: Sp oder GP = absolvierte Spiele; T oder G = erzielte Tore; V oder A = erzielte Assists; Pkt oder Pts = erzielte Scorerpunkte; SM oder PIM = erhaltene Strafminuten; +/− = Plus/Minus-Bilanz; PP = erzielte Überzahltore; SH = erzielte Unterzahltore; GW = erzielte Siegtore; 1 Play-downs/Relegation; Kursiv: Statistik nicht vollständig)